# Trichilia lovettii
Trichilia lovettii là một loài thực vật thuộc họ Meliaceae. Đây là loài đặc hữu của Tanzania.